# Tuschen
Tuschen is een dorp in de regio Essequibo Islands-West Demerara van Guyana. Het is gelegen aan de Atlantische Oceaankust en bevindt zich 20 km ten noordwesten van Georgetown. Het dorp telde 8.286 inwoners bij de volkstelling van 2012. De oorspronkelijke naam was Tuschen de Vrienden. Het was een klein dorpje. maar de Tuschen Housing Scheme, één van de grootste woningbouwprojecten van Guyana, heeft gezorgd voor een aanzienlijke groei.

## Overzicht
Het dorp begon als de suikerrietplantage Tuschen de Vrienden, en ontwikkelde zich tot een kleine agrarische gemeenschap. In 1890 werd in het dorp een spoorwegstation geopend aan de Demerara-Essequibo-spoorlijn, en opereerde tot 1974.
In het begin van de 21e eeuw werd het Tuschen Housing Scheme ontwikkeld om de verlaten suikervelden te gebruiken voor huisvesting. De eerste fase concentreerde zich rond het oorspronkelijk dorp. De tweede fase is het opvullen van het gebied tussen de hoofdweg tot de savanne. Er wordt een stuk grond aangeboden, en de bewoners moeten zelf hun eigen huis bouwen.
Tuschen heeft een middelbare school, een kliniek, winkels en bedrijven. Het was de bedoeling dat Tuschen, Uitvlugt en Met-en-Meerzorg samen één gemeente zouden vormen, maar in april 2021 was het nog niet geregeld. De inwoners van Tuschen hebben daarom hun eigen dorpsraad opgericht.
Forteiland · Goed Fortuin · Leonora · Met-en-Meerzorg · Parika · Tuschen · Uitvlugt · Vreed en Hoop · Wakenaam · Windsor Forest · Zeeburg